# Sri Lanka-kitta
Sri Lanka-kitta (latin: Urocissa ornata) er en kragefugl, der lever på Sri Lanka.